# Milton Moore
Pour les articles homonymes, voir Moore.
Milton Mark Moore, né le 8 février 1884 en Indiana et mort le 18 août 1956 à Los Angeles (Californie), est un directeur de la photographie américain.

## Biographie
Au cinéma, essentiellement durant la période du muet, Milton Moore est chef opérateur  d'une trentaine de films américains, le premier étant le western Love's Lariat (en) de Harry Carey et George Marshall (1916, avec Harry Carey et Neal Hart).
Suivent notamment de nombreuses réalisations de Dallas M. Fitzgerald, dont Playing with Fire (1921, avec Kathryn McGuire et Eddie Gribbon) et The Girl He Didn't Buy (en) (son dernier film muet, 1928, avec Pauline Garon et Rosie Cooper).
Mentionnons également Larmes de clown de Victor Sjöström (1924, avec Lon Chaney et Norma Shearer), That Model from Paris de Louis Gasnier (1926, avec Bert Lytell et Marceline Day) et The First Night de Richard Thorpe (1927, avec Bert Lytell et Dorothy Devore). 
Son unique film parlant est Mazie (en) (1933, avec Lee Moran et John Darrow), où il retrouve pour la dernière fois Dallas M. Fitzgerald.
Milton Moore meurt à 72 ans, en 1956. 

## Filmographie partielle

### Période du muet
- 1916 : Love's Lariat (en) de Harry Carey et George Marshall
- 1916 : Liberty (en) de Jacques Jaccard et Henry MacRae (serial)
- 1918 : Les Mystères de la jungle (en) (The Lion's Claws) de Harry Harvey et Jacques Jaccard (serial)
- 1919 : Pirates de l'air (en) (The Great Air Robbery) de Jacques Jaccard
- 1921 : Playing with Fire de Dallas M. Fitzgerald
- 1922 : Don't Get Personal (en) de Clarence G. Badger
- 1924 : The Tomboy de David Kirkland
- 1924 : Daughters of Today de Rollin S. Sturgeon
- 1924 : Larmes de clown (He Who Gets Slapped) de Victor Sjöström
- 1925 : Stella Maris de Charles Brabin
- 1925 : Passionate Youth (en) de Dallas M. Fitzgerald
- 1925 : Déchéance (The Goose Woman) de Clarence Brown
- 1926 : College Days de Richard Thorpe
- 1926 : That Model from Paris de Louis Gasnier
- 1926 : Redheads Preferred d'Alan Dale
- 1926 : Sin Cargo de Louis Gasnier
- 1926 : Josselyn's Wife de Richard Thorpe
- 1926 : The Earth Woman (en) de Walter Lang
- 1926 : Lost at Sea de Louis Gasnier
- 1927 : Out of the Past (en) de Dallas M. Fitzgerald
- 1927 : The First Night de Richard Thorpe
- 1927 : One Hour of Love (en) de Robert Florey
- 1928 : The Girl He Didn't Buy (en) de Dallas M. Fitzgerald

### Période du parlant
- 1933 : Mazie (en) de Dallas M. Fitzgerald